# Gework Mchejan
Gework Mchejan (orm. Գևորգ Մխեյան; ur. 21 marca 1997) – ormiański zapaśnik walczący w stylu wolnym.
Piaty na mistrzostwach Europy w 2020. Wygrał igrzyska frankofońskie w 2023. Trzeci na ME U-23 w 2018 i wśród kadetów w 2014 roku.